# 손자선
손자선(孫--, 1844년 ~ 1866년 5월 18일)은 조선의 천주교 박해 때에 순교한 한국 천주교의 103위 성인 중에 한 사람이다. 세례명은 토마스(Thomas)이다.

## 생애
손자선은 1844년에 충청도 홍주의 거더리 마을에 있는 3대째 천주교를 믿으며 순교자들을 배출한 매우 독실한 천주교 집안에서 태어나고 자랐다. 손자선은 매우 근면하고 독실한 신자였으며 강인한 신앙의 소유자로 알려져 있었다. 그와 그의 아내는 아침과 저녁의 기도를 절대 거르지 않았다. 그의 가정 생활은 대대로 이어져 오는 가문의 깊은 신앙을 반영했으며 그 자체가 신앙 고백이었다.
1866년 병인년에 박해가 발발하였다. 3월 11일에 다블뤼 주교가 체포되고 며칠 후에, 포졸 몇 명이 손자선이 살고 있는 마을을 급습하였다. 그들은 천주교인들의 가산을 약탈하였다. 교인들의 강한 저항때문에, 그 고을의 관장은 약탈에 대한 배상을 약속하였다. 손자선은 덕산의 관아로 가서 약탈물의 반환을 요구했으나, 관장은 외려 그에게 배교를 요구했다. 손자선은 그러기를 거절하였고 이렇게 말하였다. "저는 죽는 것이 무섭지만, 저는 하느님을 부정하는 것이 더 무섭습니다."
손자선은 그 자리에서 체포되었고 가혹한 고문을 받았다. 그는 거꾸로 매달려 격심하게 매질을 당했고, 그의 입에는 많은 양의 쓰레기가 넣어졌다. 그 어떤 고문도 그를 배교시킬 수 없었다.
그는 상처가 극심하여 거의 죽어가고 있었다. 다른 수감자들이 그를 보살폈지만, 소용없었다. 손자선은 이렇게 말했다. "예수님과 성모님께서 오셔서 저를 치료해 주실 것입니다." 일설에 따르면, 며칠 후에 그의 상처는 모두 기적적으로 치유되었다고 한다.
덕산 관장은 손자선을 해미 감옥으로 이송시켰다. 거기서 손자선은 다시 고문을 받았다. 그는 주뢰를 틀려 다리가 부러졌다. 해미의 관장은 손자선에게 손의 살가죽을 스스로 물어 뜯어내라고 강요하였고, 손자선은 그렇게 하면서까지 배교를 거부했다. 결국 관장은 그를 공주의 감영으로 이송시켜서 사형 선고를 받게 하였다.
그 무렵, 배교하였던 손자선의 삼촌이 찾아와 손자선을 설득했으나, 손자선은 흔들리지 않았다. 손자선은 감옥에서도 기도를 거르지 않았고 단식까지 하였다. 공주 관찰사는 손자선이 의식을 잃을 때까지 태형을 가했지만, 손자선은 결코 배교치 않았다. 1866년 5월 18일 결국 관찰사는 손자선의 교수형을 집행하였다. 그렇게 손자선은 23세의 나이로 순교하였다. 그리고 열흘 뒤에 그의 장례가 치러졌는데, 일설에 따르면, 그의 시신이 썩지 않고 있었다고 한다.

## 시복 · 시성
손자선 토마스는 1968년 10월 6일에 로마 성 베드로 대성당에서 교황 바오로 6세가 집전한 24위 시복식을 통해 복자 품에 올랐고, 1984년 5월 6일에 서울특별시 여의도에서 한국 천주교 창립 200주년을 기념하여 방한한 교황 요한 바오로 2세가 집전한 미사 중에 이뤄진 103위 시성식을 통해 성인 품에 올랐다.

## 참고 문헌
- 가톨릭 사전: 손자선
- Catholic Bishop's Conference Of Korea. 103 Martryr Saints: 손자선 토마스 Thomas Son Cha-son 보관됨 2015-02-08 - 웨이백 머신